# ローレンス郡 (アーカンソー州)
ローレンス郡（英: Lawrence County）は、アメリカ合衆国アーカンソー州の北東部に位置する郡である。2010年国勢調査での人口は17,415人であり、2000年の17,774人から2.0%減少した。郡庁所在地はウォルナットリッジ市（人口4,890人）であり、同郡で人口最大の都市でもある。ローレンス郡は1815年1月15日に州内2番目の郡として設立され、郡名は米英戦争の海軍の英雄ジェイムズ・ローレンス艦長に因んで名付けられた。アルコールの販売が禁止される禁酒郡である。

## 地理
アメリカ合衆国国勢調査局に拠れば、郡域全面積は592.34平方マイル (1,534.2 km2)であり、このうち陸地586.57平方マイル (1,519.2 km2)、水域は5.78平方マイル (15.0 km2)で水域率は0.98%である。

### 主要高規格道路
| - アメリカ国道62号線 - アメリカ国道63号線 - アメリカ国道63号線産業道路 - アメリカ国道67号線産業道路 - アメリカ国道67号線 - アメリカ国道412号線 | - アーカンソー州道25号線 - アーカンソー州道34号線 - アーカンソー州道90号線 - アーカンソー州道91号線 - アーカンソー州道115号線 | - アーカンソー州道117号線 - アーカンソー州道117号線支線 - アーカンソー州道228号線 - アーカンソー州道230号線 - アーカンソー州道361号線 |

### 隣接する郡
- ランドルフ郡 - 北
- グリーン郡 - 東
- クレイグヘッド郡 - 南東
- ジャクソン郡 - 南
- インディペンデンス郡 - 南西
- シャープ郡 - 西

## 人口動態

人口ピラミッド

以下は2000年の国勢調査による人口統計データである。
| 基礎データ - 人口: 17,774人 - 世帯数: 7,108 世帯 - 家族数: 5,011 家族 - 人口密度: 12人/km2（30人/mi2） - 住居数: 8,085軒 - 住居密度: 5軒/km2（14軒/mi2） 人種別人口構成 - 白人: 97.78% - アフリカン・アメリカン: 0.44% - ネイティブ・アメリカン: 0.57% - アジア人: 0.05% - 太平洋諸島系: 0.01% - その他の人種: 0.12% - 混血: 1.02% - ヒスパニック・ラテン系: 0.68% 年齢別人口構成 - 18歳未満: 24.0% - 18-24歳: 9.6% - 25-44歳: 25.9% - 45-64歳: 23.2% - 65歳以上: 17.4% - 年齢の中央値: 38歳 - 性比（女性100人あたり男性の人口） - 総人口: 93.6 - 18歳以上: 89.4 | 世帯と家族（対世帯数） - 18歳未満の子供がいる: 30.8% - 結婚・同居している夫婦: 57.7% - 未婚・離婚・死別女性が世帯主: 9.6% - 非家族世帯: 29.5% - 単身世帯: 26.7% - 65歳以上の老人1人暮らし: 14.2% - 平均構成人数 - 世帯: 2.42人 - 家族: 2.92人 収入と家計 - 収入の中央値 - 世帯: 27,139米ドル - 家族: 32,163米ドル - 性別 - 男性: 26,288米ドル - 女性: 18,518米ドル - 人口1人あたり収入: 13,785米ドル - 貧困線以下 - 対人口: 18.4% - 対家族数: 13.9% - 18歳未満: 25.5% - 65歳以上: 20.1% |

## 都市と町
| - アリシア - ブラックロック - カレッジシティ - ホクシー | - インボーデン - リン - ミンターン - ポーシャ | - ポウハタン - レイブンデン - セジウィック | - スミスビル - ストロベリー - ウォルナットリッジ - 郡庁所在地 |

## 郡区
アーカンソー州の郡はさらに郡区に小区分されている。各郡区には未編入領域と、編入済み自治体がある。現代の郡区にはその維持目的が限られたものになっている。アメリカ合衆国国勢調査局は郡区を元に人口を集計している。また系図調査など歴史的な目的には価値がある。1つ以上の郡区に入っている町や都市は統計調査に基づいて扱われる。ローレンス郡の郡区は下記リストの21区であり、その中に含まれる町や都市を括弧書きしている。
- アニービル
- アッシュランド（ミンターン）
- ブラックリバー
- ブラックロック（ブラックロックの大半）
- ボース（ホクシー、ウォルナットリッジの一部）
- キャッシュ
- キャンベル（カレッジシティ、ウォルナットリッジの大半）
- デント（インボーデン）
- デューティ（ポーシャ、ブラックロックの小部分）
- イートン
- フラットクリーク
- ジェサップ
- ローレンス
- マリオン（アリシア）
- モーガン（リン）
- プロマイズドランド（セジウィック）
- リーズクリーク（ストロベリー）
- リッチウッズ（ウォルナットリッジの小部分）
- スプリングリバー（レイブンデンの小部分）
- ストロベリー（スミスビル）
- タッカー（レイブンデンの大半）